# Spencer (Indiana)
Spencer – miasto w Stanach Zjednoczonych, w stanie Indiana, w hrabstwie Owen.